# 劳伦斯 (南卡罗来纳州)
劳伦斯（英文：Laurens），是美国南卡罗来纳州下属的一座城市。城市类型是“City”。其面积大约为10.39平方英里（26.9平方公里）。根据2010年美国人口普查，该市有人口9,139人，人口密度约为每平方 英里879.93人（约合每平方公里339.76人）。